# 센노리
센노리(Sennori, 사르데냐어: Sènnaru)는 이탈리아 사르데냐 주 사사리도에 있는 코무네이다. 칼리아리에서 북쪽으로 약 180 킬로미터 (110 mi), 사사리에서 북동쪽으로 약 7 킬로미터 (4 mi) 떨어진 곳에 위치한다. 2004년 12월 31일 기준 인구는 7,298명이며 면적은 31.4 제곱킬로미터 (12.1 mi2)이다.
센노리는 다음 코무네들과 경계를 이룬다: 오실로, 사사리, 소르소, 테르구.